# تروریسم در تایلند

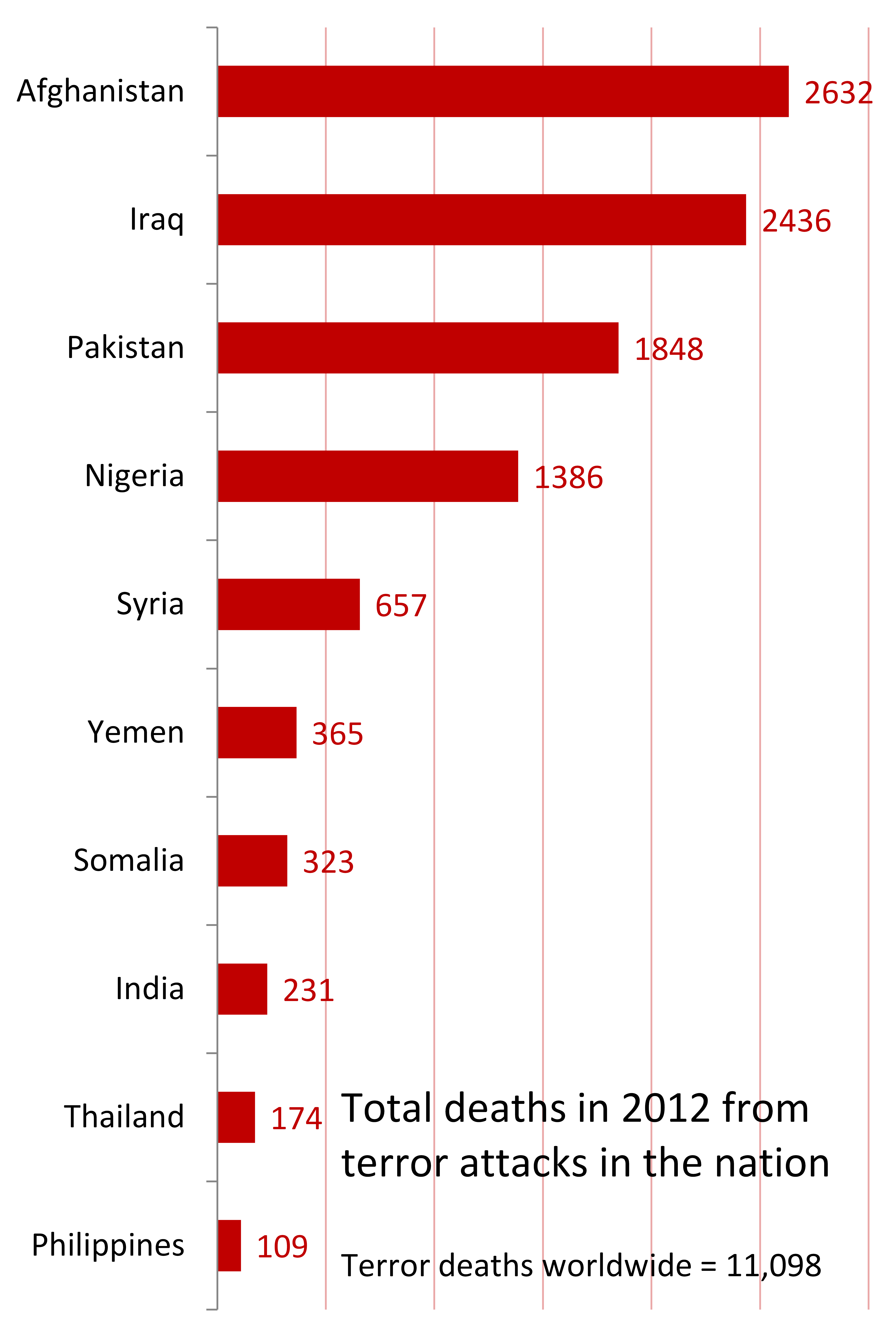
تایلند در رتبه نهم تعداد حملات تروریستی تا سال ۲۰۱۳

تروریسم در تایلند (انگلیسی: Terrorism in Thailand) و وقایع تروریستی در این کشور اکثراً به شورش‌های جنوب تایلند مربوط می‌شود، که برای ده‌ها ادامه دارد. وقایع پراکنده همچنین در برخی نقاط (بیشتر در بانکوک) بوقوع می‌پیوندد که این وقایع خیلی نادر هستند.

## لیست وقایع تروریستی
- بحران گروگان‌گیری در سفارت اسرائیل در بانکوک ۱۹۷۲
- محاصره سفارت برمه ۱۹۹۹
- بمب‌گذاری‌های بانکوک ۲۰۰۶
- بمب‌گذاری‌های بانکوک ۲۰۱۲
- شورش‌های جنوب تایلند
  - بمب‌گذاری ناراتیوات در دسامبر ۲۰۰۹
  - بمب‌گذاری‌های سانگخلا ۲۰۰۵
  - بمب‌گذاری‌های هات یای ۲۰۰۶
  - بمب‌گذاری‌های جنوب تایلند ۲۰۰۷
  - بمب‌گذاری‌های سانگخلا ۲۰۰۷
  - بمب‌گذاری جنوب تایلند ۲۰۱۲
- بمب‌گذاری‌های بانکوک ۲۰۱۵
- بمب‌گذاری‌های تایلند در اوت ۲۰۱۶